# Fortuna (бурова установка)
Fortuna – румунська самопідіймальна бурова установка.

## Загальні відомості
В межах програми пошуку родовищ на чорноморському шельфі Румунія організувала на верфі у дунайському Галаці (наразі Damen Shipyard Galati) спорудження бурових установок за придбаним в США проектом. Четвертою в цій серії стала установка Fortuna, завершена будівництвом у 1985 році. 
За своїм архітектурно-конструктивним типом судно відноситься до самопідіймальних (jack-up). Воно має чотири опори довжиною по 122 метра та може діяти в районах з глибинами до 91 метра. 
Розміщена на борту бурова установка Upetrom TFM-38 потужністю 2200 кінських сил дозволяє здійснювати спорудження свердловин глибиною 6,1 км. Первісно для проведення бурових робіт судно мало займати місце над устям свердловини (slot type), проте наприкінці 1990-х років на верфі Lamprell у Об’єднаних Арабських Еміратах провели модернізацію із оснащенням Fortuna кантилевером – виносною консоллю для бурового обладнання, яка дозволяє провадити роботи над існуючими нафтовими платформами.    
Силова установка Fortuna після модернізації базується на 2 двигунах Caterpillar 3512 загальною потужністю 2,16 МВт та 3 двигунах I.C.M. Resita 12LDSR 28F (випущені в Румунії ліцензійні двигуни Sulzer) загальною потужністю 4,41 МВт.
Судно є несамохідним, тому пересування до місця виконання робіт повинне здійснюватись шляхом буксирування.
На борту може проживати 92 особи.

## Служба судна
Через кілька років після спорудження судно використали для тимчасового облаштування першого румунського офшорного родовища Лебада-Схід. Останнє у 1987 році ввели в експлуатацію з використанням самопідіймальної установки Gloria, а в 1989-му тут додатково встановили ще дві установки – Fortuna та Jupiter. Втім, на відміну від Gloria, котра так ніколи і не повернулась до первісного функціоналу, Fortuna пропрацювала як нафтова платформа лише кілька років.
Після завершення модернізації в ОАЕ Fortuna з весни 2001-го розпочала роботи у іранському секторі Перської затоки. У 2005-му  Fortuna разом зі ще п’ятьма буровими установками була продана новому власнику – компанії GSP, яка перебрала на себе виконання наявних контрактів із замовниками. Станом на літо 2006-го Fortuna провадила буріння на іранському нафтовому родовищі Хенгам. При цьому виникла суперечка із замовником Petroiran Development Company (PEDCO), яка затримувала оплату отриманих робіт та одночасно не погоджувалась з їх припиненням. У другій половині серпня GSP змогла отримати в іранському суді дозвіл на передислокацію Fortuna, після чого відбуксирувала її до емірату Шарджа (у відповідь на вимогу PEDCO іранські поліцейські захопили іншу бурову установку тієї ж румунської компанії Orizont, проте у підсумку конфлікт вдалось вирішити).
Втім, невдовзі судно повернулось до виконання завдань у Ірані, оскільки було продане зареєстрованій в ОАЕ компанії Global Petro Tech Kish, власниками якої значаться іранські приватні особи (розвиток цієї компанії, котра провадила діяльність з придбання та оренди бурових установок, був пов’язаний із перебуванням Ірану під міжнародними санкціями). При цьому в 2007-му судно було перейменоване на Oriental 1. 
Можливо відзначити, що сама GSP недовзі придбала іншу самопідіймальну установку, яку найменували GSP Fortuna.